# Chokladboll
I chokladboll (pl. chokladbollar), anche conosciuti come havreboll, kokosboll e, più raramente, negerboll, sono dolci svedesi a base di cocco e cioccolato.

## Storia
Sebbene quella del chokladboll sia una ricetta tipica della Svezia, si presume che fu inventata durante la seconda guerra mondiale in Danimarca, dove a causa del razionamento alimentare, vi era una quantità limitata di farina di grano, che spinse molti a cercare dei sostituti. Nel 1943, il quotidiano danese Nationaltidende pubblicò un piccolo libretto per casalinghe chiamato Opfindsomhed i en krisetid ("Ingegno in tempo di crisi"), contenente la ricetta degli havregrynskugle ("palla di farina d'avena"), che sono simili ai chokladboll. Il 14 dicembre dello stesso anno, apparve sullo  Svenska Dagbladet la ricetta dei barnens negerbollar ("palline di negro per bambini").

## Caratteristiche
I chockladboll si presentano leggermente più piccoli di una palla da golf e sono composti da farina d'avena, zucchero, cacao, zucchero vanigliato e burro. A volte, vengono preparati aggiungendo una piccola quantità di caffè e crema, che contribuisce a rendere il dolce più morbido. Le palline sono inoltre cosparse di cocco grattugiato o, in alternativa, di granelli o codette di zucchero. Il chokladboll può essere consumato immediatamente, ma di solito viene prima raffreddato in frigorifero.

## Alimenti simili
Un dolce simile ai chokladboll è il kadur shokolad (in ebraico כדור שוקולד‎? ovvero "pallina di cioccolato"), un dolce israeliano contenente briciole di Petit-Beurre. Altri dolci simili al chokladboll sono i romkugle (palline al rum danesi) e i brigadeiro brasiliani, con latte condensato e cacao.

## Controversie
Il termine svedese negerboll ("palla di negro"), che un tempo serviva a indicare i chokladboll, fu rimpiazzato da chokladboll a causa di possibili connotazioni razziste dovute al neger, che molti dichiarano essere un insulto nei confronti delle persone di origine subsahariana. La parola chokladboll fu aggiunta per la prima volta al glossario della tredicesima edizione della Svenska Akademiens ordlista, uscita nel 2006. Tuttavia, sebbene in quel volume il termine principale sia negerboll, vi viene raccomandato l'utilizzo della parola chokladboll. Nella quattordicesima edizione, pubblicata nel 2015, il lemma negerboll fu rimosso.
Durante la metà del 2003, il proprietario di una panetteria di Sjöbo fu denunciato al difensore civico svedese contro la discriminazione etnica per aver usato la parola negerboll su un'insegna del suo locale. Tuttavia, il caso fu archiviato in quanto la persona che lo ha segnalato non si dichiarò lesa dall'insulto.